# Jacek Granat
Jacek Granat (ur. 22 lutego 1966) – polski sędzia piłkarski, prowadzący mecze m.in. ekstraklasy i międzynarodowe. Podlegał Warszawskiemu, a następnie Mazowieckiemu ZPN.

## Życiorys
Sędzią piłkarskim był od sezonu 1986/87, w I lidze sędziował od sezonu 1993/94. Licencję FIFA na mecze międzynarodowe otrzymał w 1994.
16 stycznia 2007 znalazł się na ogłoszonej przez UEFA liście arbitrów dopuszczonych do sędziowania międzynarodowych spotkań piłkarskich w 2007.
W trakcie sezonu 2008/09 zakończył karierę.

## Udział w aferze korupcyjnej
W sierpniu 2006 jego nazwisko znalazło się na opublikowanej przez Przegląd Sportowy liście Fryzjera. 7 września 2006 stanął przed komisją Wydziału Dyscypliny PZPN, składając wyjaśnienia. Wydział nakazał mu podjęcie odpowiednich kroków prawnych prowadzących do oczyszczenia własnego imienia.
W 2020 został prawomocnie skazany na rok więzienia w zawieszeniu na 10 lat oraz grzywnę w wysokości 10 tysięcy złotych za przyjęcie łapówki w zamian za ustawienie pierwszego meczu finału Pucharu Polski 2004/05 pomiędzy Dyskobolią Grodzisk Wielkopolski a Zagłębiem Lubin (2:0) rozegranego 18 czerwca 2005. W lutym 2021 Polski Związek Piłki Nożnej ukarał za to Granata pięcioletnią dyskwalifikacją.